# Gabriel Jacques Lerivint
Gabriel Lerivint (1741 - 1823) est un général français de la Révolution et de l’Empire. Il est le père du colonel de cavalerie Joseph Charles Lerivint (1776-1812).

## Biographie
Gabriel-Jacques Lerivint  naît à Metz, en Moselle, le 2 avril 1741. Le jeune Lerivint s’engage très tôt dans l’armée du Roi. Il fait une belle carrière militaire avant les guerres révolutionnaires, gravissant peu à peu les échelons militaires. D’abord officier subalterne, il devient lieutenant-colonel, puis colonel dans la cavalerie.
Le 10 janvier 1794, Gabriel-Jacques Lérivint est promu général de brigade par les représentants du peuple auprès des Armées du Rhin et de la Moselle. Attaché à la division du jeune général Championnet, dans l'Armée de la Moselle, Lérivint rejoint sa division le 10 juin 1794. Il sert à Liège, le 10 août 1794, puis à Fleurus le 26 juin de la même année. Le 2 juillet 1794, Lérivint est affecté à l'Armée de Sambre-et-Meuse, où il remplace le général Dubois. Il prend le commandement de la cavalerie le 24 mars 1795. 
Après une première réforme en février-septembre 1797, Lérivint est nommé commandant du département de Sambre-et-Meuse, puis du département de la Dyle et enfin du département des Deux-Nèthes, de 1799 à 1802.
Gabriel Lerivint décéda le 14 juin 1823 à Saumur en Maine-et-Loire, à l’âge avancé de 82 ans.